# Dorint
Dorint is een Duitse hotelketen, die rond de 50 hotels heeft in voornamelijk Duitsland, maar ook in andere Europese landen. Het bedrijf heeft de hoofdvestiging in Keulen. De hotelketen is sinds december 2007 een dochteronderneming van Honestis AG, Köln, en is ontstaan door het uiteenvallen van het vroegere Dorint.

## Geschiedenis
Het vroegere Dorint is ontstaan vanuit een familiehotel in Mönchengladbach, dat in 1959 opende. De naam van het hotel is ontstaan door de familienaam Dornieden en het bijwoord Internationaal.
Het oude Dorint AG was voor 2003 vertegenwoordigd met 120 hotels in Duitsland en Europa. Daarmee was het een van de grootste Duitse hotelketens. Door financiële tegenslagen is het door de Franse hotelgroep Accor overgenomen. Veel hotels hebben daardoor de naam Dorint verloren of kregen naast Dorint een naam erbij. Na 4 jaar is Dorint met de 40 overgebleven hotels overgegaan in de nieuwe Dorint GmbH. Veel hotels zijn echter in handen gebleven van Accor, waardoor de naam Dorint van vele hotels verdween en is overgegaan op Mercure, Novotel en Sofitel.
Het nieuwe Dorint heeft op dit moment rond de 50 hotels in Duitsland en Zwitserland. De hotels zijn te verdelen in familiehotels met landhuizen, cityhotels (businesshotel) en luxe hotels. De hotels verschillen tussen de 3 en de 5 sterren.